# Azzedine Doukha
Azzedine Doukha (Ech Chettia, 5 augustus 1986) is een Algerijns voormalig voetballer die speelde als doelman. Tussen 2004 en 2023 was hij actief voor ASO Chlef, JSM Tiaret, MO Béjaïa, MC Alger, USM El Harrach, JS Kabylie, NA Hussein Dey, Ohod Club, Al-Raed, opnieuw JS Kabylie en CR Belouizdad.

## Clubcarrière
Doukha speelde in de jeugd van ASO Chlef en hij brak dan ook door bij die club. Tussen 2004 en 2006 speelde de doelman bij Chlef en hij kwam uiteindelijk tot twee wedstrijden. In de twee jaren daarna speelde Doukha bij de kleinere clubs JSM Tiaret en MO Béjaïa, voordat hij in 2008 bij MC Alger terechtkwam. Na één jaar verkaste hij echter weer. Hij was nog op proef geweest bij het Portugese Vitória SC, maar dat liep op niets uit en hij tekende bij USM El Harrach. Aldaar debuteerde hij op 6 februari 2010, tijdens een 2–0 nederlaag op bezoek bij WA Tlemcen. Vanaf het seizoen 2014/15 speelde Doukha voor JS Kabylie. Twee jaar daarna verkaste de doelman naar NA Hussein Dey. Een jaar later werd het Saoedische Ohod Club zijn nieuwe werkgever. Een jaar later verkaste hij naar Al-Raed. Doukha keerde in 2021 terug naar Algerije bij zijn oude club JS Kabylie en vertrok een jaar later naar CR Belouizdad. In september 2023 besloot Doukha op zevenendertigjarige leeftijd een punt te zetten achter zijn actieve loopbaan.

## Interlandcarrière
Doukha maakte zijn debuut in het Algerijns voetbalelftal op 12 november 2011. Op die dag werd een vriendschappelijke wedstrijd tegen Tunesië met 1–0 gewonnen. De doelman moest van bondscoach Vahid Halilhodžić op de bank beginnen en hij mocht tijdens de rust invallen voor Mohamed Zemmamouche. Op 12 mei 2014 werd bekendgemaakt dat Doukha onderdeel uitmaakte van de Algerijnse voorselectie voor het wereldkampioenschap voetbal 2014 in Brazilië. Hij kwam op het toernooi niet in actie.
| Interlands van Azzedine Doukha voor Algerije | Interlands van Azzedine Doukha voor Algerije | Interlands van Azzedine Doukha voor Algerije | Interlands van Azzedine Doukha voor Algerije | Interlands van Azzedine Doukha voor Algerije | Interlands van Azzedine Doukha voor Algerije |
| №                                            | Datum                                        | Wedstrijd                                    | Uitslag                                      | Competitie                                   | Goals                                        |
| Als speler bij USM El Harrach                | Als speler bij USM El Harrach                | Als speler bij USM El Harrach                | Als speler bij USM El Harrach                | Als speler bij USM El Harrach                | Als speler bij USM El Harrach                |
| -------------------------------------------- | -------------------------------------------- | -------------------------------------------- | -------------------------------------------- | -------------------------------------------- | -------------------------------------------- |
| 1                                            | 12 november 2011                             | Algerije – Tunesië                           | 1 – 0                                        | Vriendschappelijk                            |                                              |
| 2                                            | 14 november 2012                             | Algerije – Bosnië en Herzegovina             | 0 – 1                                        | Vriendschappelijk                            |                                              |
| 3                                            | 25 mei 2013                                  | Algerije – Mauritanië                        | 1 – 0                                        | Vriendschappelijk                            |                                              |
| 4                                            | 2 juni 2013                                  | Algerije – Burkina Faso                      | 2 – 0                                        | Vriendschappelijk                            |                                              |
| 5                                            | 14 augustus 2013                             | Algerije – Guinee                            | 2 – 2                                        | Vriendschappelijk                            |                                              |
| Als speler bij JS Kabylie                    |                                              |                                              |                                              |                                              |                                              |
| 6                                            | 19 november 2014                             | Mali – Algerije                              | 2 – 0                                        | AK 2015 kwalificatie                         |                                              |
| 7                                            | 26 maart 2015                                | Qatar – Algerije                             | 1 – 0                                        | Vriendschappelijk                            |                                              |
| 8                                            | 30 maart 2015                                | Oman – Algerije                              | 1 – 4                                        | Vriendschappelijk                            |                                              |
| 9                                            | 13 juni 2015                                 | Algerije – Seychellen                        | 4 – 0                                        | AK 2017 kwalificatie                         |                                              |
| 10                                           | 6 september 2015                             | Lesotho – Algerije                           | 1 – 3                                        | AK 2017 kwalificatie                         |                                              |
| 11                                           | 9 oktober 2015                               | Algerije – Guinee                            | 1 – 2                                        | Vriendschappelijk                            |                                              |
| 12                                           | 13 oktober 2015                              | Algerije – Senegal                           | 1 – 0                                        | Vriendschappelijk                            |                                              |
| Als speler bij Al-Raed                       |                                              |                                              |                                              |                                              |                                              |
| 13                                           | 22 maart 2019                                | Algerije – Gambia                            | 1 – 1                                        | AK 2019 kwalificatie                         |                                              |
| 14                                           | 10 oktober 2019                              | Algerije – Congo-Kinshasa                    | 1 – 1                                        | Vriendschappelijk                            |                                              |